# Idrottsföreningen Kamraterna Göteborg 2023
Questa voce raccoglie le informazioni riguardanti l'Idrottsföreningen Kamraterna Göteborg, meglio conosciuto come IFK Göteborg, nelle competizioni ufficiali della stagione 2023.

## Maglie e sponsor
Le divise presentano nuovamente sia il logo di Craft come sponsor tecnico (quarto anno) che quello di Serneke come main sponsor (quinto anno).

La prima maglia è composta dalle tradizionali righe verticali blu e bianche, mentre il secondo kit è prevalentemente giallo con inserti bianchi e blu.

## Rosa
| N. |                     | Ruolo | Calciatore             |
| -- | ------------------- | ----- | ---------------------- |
| 1  | Svezia (bandiera)   | P     | Pontus Dahlberg        |
| 2  | Svezia (bandiera)   | D     | Emil Salomonsson       |
| 3  | Svezia (bandiera)   | D     | Johan Bångsbo          |
| 5  | Svezia (bandiera)   | C     | Sebastian Ohlsson      |
| 6  | Norvegia (bandiera) | D     | Anders Trondsen        |
| 7  | Svezia (bandiera)   | C     | Sebastian Eriksson     |
| 8  | Norvegia (bandiera) | C     | Elias Hagen            |
| 9  | Svezia (bandiera)   | A     | Marcus Berg (capitano) |
| 10 | Svezia (bandiera)   | C     | Hussein Carneil        |
| 11 | Norvegia (bandiera) | C     | Eman Markovic          |
| 12 | Islanda (bandiera)  | P     | Adam Ingi Benediktsson |
| 13 | Svezia (bandiera)   | C     | Gustav Svensson        |
| 14 | Svezia (bandiera)   | C     | Gustaf Norlin          |

| N. |                           | Ruolo | Calciatore                  |
| -- | ------------------------- | ----- | --------------------------- |
| 15 | Danimarca (bandiera)      | D     | Sebastian Hausner           |
| 16 | Svezia (bandiera)         | A     | Linus Carlstrand            |
| 17 | Svezia (bandiera)         | D     | Oscar Wendt (vice capitano) |
| 19 | Albania (bandiera)        | A     | Arbnor Muçolli              |
| 20 | Nigeria (bandiera)        | A     | Suleiman Abdullahi          |
| 21 | Svezia (bandiera)         | C     | Adam Carlén                 |
| 22 | Svezia (bandiera)         | A     | Astrit Selmani              |
| 23 | Islanda (bandiera)        | C     | Kolbeinn Þórðarson          |
| 24 | Costa d'Avorio (bandiera) | C     | Abundance Salaou            |
| 27 | Iraq (bandiera)           | D     | Alai Ghasem                 |
| 28 | Svezia (bandiera)         | C     | Lucas Kåhed                 |
| 29 | Danimarca (bandiera)      | C     | Thomas Santos               |

## Risultati

### Allsvenskan

#### Girone di andata
| Arbitro: | Adam Ladebäck |

|  |           |                   |
|  | Marcatori | 90+2’ (aut.) Berg |

| Arbitro: | Granit Maqedonci |

|                         |           |  |
| Skrabb 31’ Hümmet 90+4’ | Marcatori |  |

| Arbitro: | Fredrik Klitte |

|  |           |                  |
|  | Marcatori | 20’ Kiese Thelin |

| Arbitro: | Mohammed Al-Hakim |

|             |           |  |
| Finndell 6’ | Marcatori |  |

| Arbitro: | Victor Wolf |

|            |           |                        |
| Ohlsson 8’ | Marcatori | 28’ (aut.) Salomonsson |

| Arbitro: | Victor Wolf |

|                                                               |           |  |
| Svensson 6’ Ohlsson 21’ Berg 42’ Berg 52’ Hagen 62’ Wendt 84’ | Marcatori |  |

| Stoccolma 8 maggio 2023, ore 19:00 7ª giornata | Brommapojkarna | 0 – 0 referto | IFK Göteborg | Grimsta IP (2 556 spett.)\| Arbitro: \| Andreas Ekberg \| |
| Arbitro:                                       | Andreas Ekberg |               |              |                                                           |

| Arbitro: | Victor Wolf |

|                                     |           |                        |
| Svensson 13’ (aut.) Rui Modesto 54’ | Marcatori | 5’ Ohlsson 72’ Ohlsson |

| Arbitro: | Fredrik Klitte |

|                 |           |            |
| Berg 87’ (rig.) | Marcatori | 44’ Sadiku |

| Arbitro: | Granit Maqedonci |

|                                                   |           |            |
| Olden Larsen 16’ Rygaard 48’ Traoré 55’ Dahbo 87’ | Marcatori | 34’ Norlin |

| Arbitro: | Richard Sundell |

|  |           |           |
|  | Marcatori | 58’ Ståhl |

| Arbitro: | Oscar Johnson |

|                         |           |  |
| Matthews 6’ Persson 68’ | Marcatori |  |

| Halmstad 2 luglio 2023, ore 15:00 13ª giornata | Halmstad       | 0 – 0 referto | IFK Göteborg | Örjans Vall (9 804 spett.)\| Arbitro: \| Joakim Östling \| |
| Arbitro:                                       | Joakim Östling |               |              |                                                            |

| Arbitro: | Mohammed Al-Hakim |

|                     |           |                           |
| Norlin 90+4’ (rig.) | Marcatori | 55’ Krasniqi 90’ Krasniqi |

| Arbitro: | Glenn Nyberg |

|           |           |                        |
| Frick 46’ | Marcatori | 29’ (rig.) Lagerbielke |

#### Girone di ritorno
| Göteborg 23 luglio 2023, ore 17:30 16ª giornata | IFK Göteborg   | 0 – 0 referto | Halmstad | Gamla Ullevi (16 110 spett.)\| Arbitro: \| Andreas Ekberg \| |
| Arbitro:                                        | Andreas Ekberg |               |          |                                                              |

| Arbitro: | Joakim Östling |

|                       |           |  |
| Carlén 40’ Carlén 62’ | Marcatori |  |

| Arbitro: | Mohammed Al-Hakim |

|                                           |           |  |
| Traustason 31’ Traustason 44’ Shabani 73’ | Marcatori |  |

| Arbitro: | Andreas Ekberg |

|                      |           |               |
| Muçolli 77’ Berg 86’ | Marcatori | 20’ Milleskog |

| Arbitro: | Adam Ladebäck |

|             |           |                          |
| Granath 50’ | Marcatori | 65’ Salomonsson 86’ Berg |

| Arbitro: | Glenn Nyberg |

|                                           |           |                       |
| Berg 21’ Hausner 35’ Muçolli 41’ Berg 52’ | Marcatori | 59’ Romeo 75’ Youssef |

| Arbitro: | Fredrik Klitte |

|                                      |           |                         |
| Kiese Thelin 49’ (rig.) Olsson 90+7’ | Marcatori | 13’ Muçolli 36’ Muçolli |

| Arbitro: | Kristoffer Karlsson |

|                    |           |  |
| Muçolli 62’ (rig.) | Marcatori |  |

| Arbitro: | Adam Ladebäck |

|  |           |            |
|  | Marcatori | 84’ Santos |

| Arbitro: | Fredrik Klitte |

|           |           |                      |
| Erabi 53’ | Marcatori | 90+2’ (rig.) Muçolli |

| Arbitro: | Victor Wolf |

|  |           |              |
|  | Marcatori | 54’ Stensson |

| Arbitro: | Kristoffer Karlsson |

|                                               |           |                 |
| Engvall 52’ Johansson Schellhas 63’ Ademi 77’ | Marcatori | 19’ Salomonsson |

| Arbitro: | Fredrik Klitte |

|                   |           |                            |
| Holmén 76’ (aut.) | Marcatori | 32’ Frick 83’ Bernhardsson |

| Arbitro: | Kristoffer Karlsson |

|                             |           |           |
| Papagiannopoulos 30’ (aut.) | Marcatori | 67’ Ayari |

| Arbitro: | Granit Maqedonci |

|                |           |                        |
| Zackrisson 64’ | Marcatori | 74’ Kåhed 90+5’ Carlén |

### Svenska Cupen 2022-2023

#### Gruppo 7
| Arbitro: | Bojan Pandžić |

|                                    |           |                             |
| Markovic 12’ Carneil 39’ Hagen 42’ | Marcatori | 35’ Skoglund 82’ Martinsson |

| Arbitro: | Bojan Pandžić |

|                            |           |            |
| Norén 56’ Çelik 62’ (rig.) | Marcatori | 42’ Carlén |

| Arbitro: | Granit Maqedonci |

|  |           |                                                                   |
|  | Marcatori | 37’ Sigurðsson 45+1’ Sigurðsson 64’ (rig.) Sigurðsson 75’ Shabani |

### Svenska Cupen 2023-2024
| Arbitro: | Philip Lindh |

|  |           |                       |
|  | Marcatori | 17’ Tyrén 70’ Selmani |